# Mistrzostwa Polski w kolarstwie przełajowym 1956
Mistrzostwa Polski w kolarstwie przełajowym 1956 odbyły się w Warszawie.

## Wyniki
- Janusz Paradowski (Start Lublin)[1]
- Stanisław Osiak (Start Lublin)
- Henryk Łasak (Gwardia Warszawa)